# The Sea (Morcheeba)
The Sea è un singolo del gruppo britannico Morcheeba, pubblicato il 16 febbraio 1998 come secondo estratto dal secondo album in studio Big Calm.

## Descrizione
Il brano, composto in chiave Si minore con un tempo di 150 battiti per minuto, si presenta come una ballata dedicata al tema della libertà attraverso la descrizione di un paesaggio di mare.

La canzone, insieme alla maggior parte delle tracce di Big Calm, venne ideata dai fratelli Godfrey durante la notte del 25 dicembre 1995. In un'intervista rilasciata a MusicRadar nel 2014, Paul Godfrey a proposito della genesi del brano ha dichiarato:

## Tracce
CD
1. The Sea – 5:47 (Paul Godfrey, Ross Godfrey, Skye Edwards)
2. Big Calm – 6:00 (Jason Furlow, Paul Godfrey, Ross Godfrey, Skye Edwards)

Download digitale, streaming
1. The Sea – 5:47 (Paul Godfrey, Ross Godfrey, Skye Edwards)